# Janez Urbas
Janez Urbas, slovenski mladinski pisatelj, * 3. marec 1882, Volčje 6 pri Novi vasi, † 4. januar 1903, Vavta vas.

## Življenje in delo
Gimnazijo je obiskoval v Ljubljani (1894-1902) in bil od 3. razreda dalje gojenec Alojzijevišča. Po maturi se je namenil v semenišče, a je kmalu umrl za tuberkulozo. Kot dijak je pisal v Domače vaje (nad 20 črtic). Urbas je bil nadarjen za slovstveno delo, domiseln, šegav in tenko čuteč oblikovalec, posebno v črtici, ki se odlikuje po prisrčnosti. Iz zapuščine sta nekaj njegovih tekstov objavila Slovenski list (1903) in Zora (1904, 1905). 